# Чоренс, Мануэль
Мануэ́ль Чо́ренс (исп. Manuel Chorens; 22 января 1916, Ла-Корунья, Галисия — неизвестно, Куба) — кубинский футболист, защитник, участник чемпионата мира 1938 года.

## Карьера

### Клубная
Мануэль Чоренс играл за кубинский клуб «Сентро Гальего».

### В сборной
В составе национальной сборной он принял участие в чемпионате мира 1938 года, где сыграл в трёх матчах.
| Матчи и голы Мануэля Чоренса за сборную Кубы на ЧМ-1938 | Матчи и голы Мануэля Чоренса за сборную Кубы на ЧМ-1938 | Матчи и голы Мануэля Чоренса за сборную Кубы на ЧМ-1938 | Матчи и голы Мануэля Чоренса за сборную Кубы на ЧМ-1938 | Матчи и голы Мануэля Чоренса за сборную Кубы на ЧМ-1938 | Матчи и голы Мануэля Чоренса за сборную Кубы на ЧМ-1938 | Матчи и голы Мануэля Чоренса за сборную Кубы на ЧМ-1938 |
| ------------------------------------------------------- | ------------------------------------------------------- | ------------------------------------------------------- | ------------------------------------------------------- | ------------------------------------------------------- | ------------------------------------------------------- | ------------------------------------------------------- |
| №                                                       | Дата                                                    | Место проведения                                        | Соперник                                                | Счёт                                                    | Голы                                                    | Турнир                                                  |
| 1                                                       | 5 июня 1938                                             | Тулуза, Франция                                         | Румыния                                                 | 3:3                                                     | -                                                       | Чемпионат мира по футболу 1938                          |
| 2                                                       | 9 июня 1938                                             | Тулуза, Франция                                         | Румыния                                                 | 2:1                                                     | -                                                       | Чемпионат мира по футболу 1938                          |
| 3                                                       | 12 июня 1938                                            | Антиб, Франция                                          | Швеция                                                  | 0:8                                                     | -                                                       | Чемпионат мира по футболу 1938                          |

Итого: 3 матча / 0 голов; 1 победа, 1 ничья, 1 поражение.